# 德里薩·查奧爾
德里薩·查奧爾(Drissa Traoré)  （出生於1992年3月25日）是科特迪瓦的職業足球運動員，司職左後衛，現效力於英格蘭足球甲級聯賽中的史雲頓。

## 外部連結
Template:Swindon Town F.C. squad